# دار لكلاوي
دار لكلاوي ((بالدارجة: دار لݣلاوي)) أو كما كان يطلق عليه الفرنسيون إبان الإستعمار الفرنسي للمغرب بقصر لكلاوي هو معلمة تاريخية مغربية يقع في المنطقة الجنوبية الغربية للمدينة القديمة المعروفة بفاس البالي في المغرب. شيد القصر بين أواخر القرن التاسع عشر وأوائل القرن العشرين حيث امتلكه باشا مراكش أنذاك التهامي الكلاوي.